# Џек Кирби (пливач)
Џек Кирби (енгл. Jack Kirby; Чатануга, 24. јул 2000) барбадоски је пливач чија ужа специјалност су трке леђним стилом. Национални је првак и рекордер. У два наврата (2017. и 2018) је проглашаван за најбољег младог спортисту Барбадоса.

## Спортска каријера
Током јуниорске каријере освојио је неколико титула првака карипских земаља, а такмичио се и на Олимпијским играма младих 2018. у Буенос Ајресу, где је остварио неколико солидних резултата.  
Прво велико сениорско такмичење на коме је наступио је било светско првенство у великим базенима у корејском Квангџуу 2019. године. Кирби је у Кореји пливао у квалификационим тркама на 50 леђно (48. место) и 100 леђно (42. место). 
Свега десетак дана касније наступио је у Лими на Панамеричким играма, где је успео да се пласира у финале трке на 100 леђно, поставши тако првим пливачем са Барбадоса који је успео да се пласира у финале неког од највећих светских пливачких такмичења. У финалу је Кирби заузео осмо место. 